# Sân bay quốc tế San Antonio
Sân bay quốc tế San Antonio (mã sân bay IATA: SAT, mã sân bay ICAO: KSAAT, mã sân bay FAA LID: SAT) là một sân bay thương mại ở San Antonio, tiểu bang Texas, Hoa Kỳ. Sân bay này có ba đường băng và có tổng diện tích 2.600 mẫu Anh (1.100 ha). Độ cao của nó là 809 foot (247 m) trên mực nước biển. SAT là một sân bay Class C.
Trong năm 2010, số lượng khách thông qua sân bay này 2,5% so với năm 2009. Tổng số hành khách lên và xuống máy bay tại sân bay San Antonio đạt 8.034.720 lượt. Giao thông hành khách quốc tế giảm 4,7% (136.970 hành khách) trong năm 2010 do một phần đến sự chấm dứt các chuyến bay của hãng Mexicana Airlines. Trong năm 2009, sân bay đã phục vụ 7.831.267 hành khách trong nước và quốc tế so với mức 8.358.515 hành khách năm 2008, tăng 3,5% so với tổng số 2007, làm cho các sân bay thứ tư liên tiếp năm số lượng hành khách tăng. SAT phục vụ trung bình 280 chuyến khởi hành hàng ngày và đến 27 cửa của nhà ga, phục vụ 16 hãng hàng không bay đến 31 khu vực vùng đô thị, bao gồm Mexico City. Của sân bay hàng đầu các điểm đến là Dallas, Houston, Las Vegas, Chicago, Baltimore, New York, Los Angeles, Phoenix, Atlanta và Washington, DC tháng 12 năm 2006, Southwest Airlines là hãng hàng không hoạt động nhiều nhất ở sân bay này, lượng khách lên máy bay của hãng này chiếm 35,24% của tổng số hành khách của sân bay. Delta, Mỹ, và Continental là ba nhà cung cấp lớn nhất.

## Hãng hàng không và tuyến bay
| Hãng hàng không                                           | Các điểm đến | Nhà ga |
| --------------------------------------------------------- | --- | ------ |
| Aeromar                                                   | San Luis Potosi Theo mùa: Mexico City | A      |
| Aeroméxico                                                | Mexico City | A      |
| Aeroméxico Connect                                        | Monterrey Theo mùa: Mexico City | A      |
| AirTran Airways                                           | Atlanta Theo mùa: Baltimore | A      |
| American Airlines                                         | Chicago-O'Hare, Dallas/Fort Worth | B      |
| American Eagle                                            | Chicago-O'Hare | B      |
| Continental Airlines                                      | Houston-Intercontinental, Newark Theo mùa: Cancún | B      |
| Continental Express vận hành bởi ExpressJet Airlines      | Houston-Intercontinental | B      |
| Continental Connection vận hành bởi Colgan Air            | Houston-Intercontinental | B      |
| Delta Air Lines                                           | Atlanta, Detroit, Memphis, Minneapolis/St Paul, New York-JFK Theo mùa: Cancún                                                                            | A      |
| Delta Connection vận hành bởi Atlantic Southeast Airlines | Detroit | A      |
| Delta Connection vận hành bởi Compass Airlines            | Detroit, Minneapolis/St.Paul | A      |
| Delta Connection vận hành bởi Mesaba Airlines             | Minneapolis/St. Paul | A      |
| Delta Connection vận hành bởi Pinnacle Airlines           | Memphis | A      |
| Delta Connection vận hành bởi SkyWest Airlines            | Salt Lake City | A      |
| Frontier Airlines vận hành bởi Republic Airlines          | Denver, Kansas City, Milwaukee [ngưng từ 29/11/2011] | A      |
| Interjet                                                  | Mexico City [bắt đầu từ ngày 1/12/2011] | A      |
| Southwest Airlines                                        | Baltimore, Chicago-Midway, Dallas-Love, Denver, El Paso, Harlingen, Houston-Hobby, Las Vegas, Los Angeles, Nashville, Orlando, Phoenix, San Diego, Tampa | A      |
| United Airlines                                           | Denver, Washington-Dulles | A      |
| United Express vận hành bởi GoJet Airlines                | Chicago-O'Hare | A      |
| United Express vận hành bởi Shuttle America               | Chicago-O'Hare, Denver | A      |
| United Express vận hành bởi SkyWest Airlines              | Chicago-O'Hare, Denver, Los Angeles, San Francisco, Washington-Dulles [bắt đầu từ ngày November 6]                                                       | A      |
| US Airways                                                | Charlotte, Phoenix | A      |
| US Airways Express vvận hành bởi Mesa Airlines            | Charlotte, Phoenix | A      |
| VivaAerobus                                               | Monterrey [từ 8/11/2011] | A      |